# Ginástica rítmica nos Jogos Pan-Americanos de 2015 - Individual geral
A competição do individual geral feminino foi um dos eventos da ginástica rítmica nos Jogos Pan-Americanos de 2015. Foi disputada no Toronto Coliseum entre os dias 17 e 18 de julho. 

## Calendário
Horário local (UTC-4).
| Data        | Horário | Fase            |
| ----------- | ------- | --------------- |
| 17 de julho | 10:00   | Rotação final 1 |
| 17 de julho | 11:00   | Rotação final 2 |
| 18 de julho | 10:00   | Rotação final 3 |
| 18 de julho | 11:00   | Rotação fina 4  |

## Medalhistas
| Ouro   | USA Laura Zeng           |
| Prata  | USA Jasmine Kerber       |
| Bronze | CAN Patricia Bezzoubenko |

## Resultados
| Pos.              | Ginasta                    |        |        |        |        | Total  |
| ----------------- | -------------------------- | ------ | ------ | ------ | ------ | ------ |
| Medalha de ouro   | USA Laura Zeng             | 15.183 | 16.292 | 16.433 | 16.667 | 64.575 |
| Medalha de prata  | USA Jasmine Kerber         | 16.517 | 16.233 | 14.933 | 14.517 | 62.200 |
| Medalha de bronze | CAN Patricia Bezzoubenko   | 13.450 | 15.933 | 16.083 | 14.933 | 60.399 |
| 4                 | BRA Angelica Kvieczynski   | 15.100 | 15.500 | 14.200 | 15.375 | 60.175 |
| 5                 | MEX Karla Diaz Arnal       | 14.934 | 15.142 | 14.817 | 15.033 | 59.926 |
| 6                 | CAN Carmen Whelan          | 14.958 | 14.650 | 14.700 | 14.483 | 58.791 |
| 7                 | MEX Rut Castillo           | 14.717 | 14.133 | 13.958 | 14.450 | 57.258 |
| 8                 | BRA Natalia Azevedo Gaudio | 15.300 | 12.90  | 13.733 | 13.983 | 55.916 |
| 9                 | VEN Michelle Sanchez       | 14.450 | 13.567 | 13.283 | 13.617 | 54.917 |
| 10                | CUB Brenda Leyva           | 12.742 | 13.000 | 12.492 | 12.533 | 50.767 |
| 11                | VEN Grisbel Lopez          | 10.383 | 13.375 | 12.242 | 12.667 | 47.667 |
| 12                | COL Lina Dussan            | 12.250 | 10.867 | 12.333 | 11.892 | 47.342 |
| 13                | ECU Melissa Perez          | 11.858 | 11.075 | 12.250 | 10.775 | 45.958 |
| 14                | CHI Valeska Gonzalez       | 11.192 | 11.317 | 9.925  | 11.417 | 43.851 |
| 15                | ARG Karen Pereira          | 11.758 | 10.242 | 11.167 | 9.633  | 42.800 |
| 16                | ARG Micaela Herbon         | 11.550 | 10.392 | 9.167  | 9.125  | 40.234 |